# Польверино, Микеле
Мике́ле Польвери́но (нем. Michele Polverino; 26 сентября 1984) — лихтенштейнский футболист, полузащитник. Выступал за сборную Лихтенштейна.

## Клубная карьера
Микеле Польверино начал свою карьеру в команде «Шан», дебютировав в ней в 1999 году. Через три года он перешёл в «Вадуц». Сыграв в нём 60 матчей, Польверино подписал контракт на год с итальянским клубом «Ольбия Кальчо». В 2006 году вернулся в «Вадуц». Летом 2009 года Польверино подписал трёхлетний контракт с «Арау». Сезон 2011/12 провёл в иранском клубе «Стил Азин», после чего перешёл в клуб австрийской бундеслиги «Вольфсберг». Осенью 2014-го года числился игроком «Вадуца», но за полгода сыграл за команду лишь четыре матча в Челлендж-лиге и один в четвертьфинале Кубка. Затем вновь переехал в Австрию, на сей раз в «Рид», где отыграл полтора года. Летом 2016 года провёл три матча за «Рапперсвиль-Йону» и в рамках этого же трансферного окна перешёл в «Бальцерс».

## Карьера в сборной
В национальной сборной Микеле Польверино дебютировал 2 июня 2007 года на стадионе «Лёйгардальсвётлюр» в Рейкьявике, где в рамках отборочного турнира к чемпионату Европы 2008 года Лихтенштейн сыграл вничью 1:1 с Исландией.

### Голы за сборную
| Дата            | Стадион                       | Соперник   | Результат1 | Статус матча       | Минута (текущий счёт) |
| --------------- | ----------------------------- | ---------- | ---------- | ------------------ | --------------------- |
| 9 сентября 2009 | «Райнпарк», Вадуц (д)         | Финляндия  | 1:1        | ОЧМ-2010, группа 4 | 75' (1:1)             |
| 9 февраля 2011  | «Олимпийский», Серравалле (г) | Сан-Марино | 1:0        | ТМ                 | 57' (1:0)             |
| 3 июня 2011     | «Райнпарк», Вадуц (д)         | Литва      | 2:0        | ОЧЕ-2012, группа I | 36' (2:0)             |
| 22 марта 2013   | «Райнпарк», Вадуц (д)         | Латвия     | 1:1        | ОЧМ-2014, группа G | 20' (1:0)             |
| 14 августа 2013 | «Райнпарк», Вадуц (д)         | Хорватия   | 2:3        | ТМ                 | 77' (2:2)             |
| 14 декабря 2017 | «Аль-Ахли», Доха (г)          | Катар      | 2:1        | ТМ                 | 90' (п.) (2:1)        |

1. Первым указано число голов, забитых сборной Лихтенштейна

- д = дома
- г = в гостях
- ТМ = товарищеский матч
- ОЧЕ = отборочный турнир к Чемпионату Европы
- ОЧМ = отборочный турнир к Чемпионату мира

## Достижения
- Обладатель Кубка Лихтенштейна (7): 2003, 2004, 2005, 2007, 2008, 2009, 2015